# Найтцель, Отто
О́тто На́йтцель (нем. Otto Neitzel, в России Отто Богомирович Нейтцель; 6 июля 1852, Фалькенбург — 10 марта 1920, Кёльн) — немецкий пианист, композитор, музыкальный писатель и педагог.

## Биография
Отто Найтцель был вторым сыном из шести детей учителя Готфрида Найцеля и его жены Луизы, урожденной Мессершмидт. Начал играть на фортепиано в возрасте восьми лет и довольно быстро добился местного успеха. В 1865 году на деньги благотворителей был отправлен в Берлин, где совмещал учёбу в Иоахимстальской гимназии с занятиями в Новой академии музыки у Теодора Куллака, Рихарда Вюрста и Фридриха Киля. В 1873—1875 гг. занимался также под руководством Ференца Листа. В 1875 году защитил в Берлинском университете диссертацию «Эстетические пределы программной музыки» (нем. Die ästhetische Grenze der Programmmusik).
Выступал как пианист-аккомпаниатор, в частности в гастрольных турах Пабло Сарасате и Паулины Лукка. В 1879—1881 гг. возглавлял городской театр в Страсбурге, преподавал в Страсбургской консерватории. В 1881—1885 гг. работал в Московской консерватории, давал также частные уроки. В 1884 году женился на своей ученице, певице Софии Ромбой. Оставил воспоминания о жизни московского светского общества. П. И. Чайковский в письме к Василию Сафонову, приглашая его занять место Найтцеля, писал, что тот оказался «плохим пианистом и ещё худшим преподавателем, вследствие чего у него было весьма немного учеников».
В 1885 году вернулся в Кёльн и на протяжении двух лет преподавал в Кёльнской консерватории. Затем в большей степени сосредоточился на сочинении музыки, был также музыкальным обозревателем газеты Kölnische Zeitung. В 1890 году записал отрывки из Второго фортепианного концерта Фридерика Шопена в рамках рекламной кампании по продвижению фонографа Томаса Эдисона в Европе. В 1902 году вместе с Юлиусом Бутсом основал в Дюссельдорфе частную консерваторию, которая проработала до 1935 года и была объединена с двумя другими в Высшую школу имени Роберта Шумана. В 1906—1907 году выступал с гастролями в США, читал лекции и давал концерты. С 1919 года академик Прусской академии искусств.

## Творчество
Найтцель написал шесть опер: «Ангела» (нем. Angela; 1887, поставлена в Галле), «Дидона» (нем. Dido; 1888, премьера в Галле), «Старый дессаусец» (нем. Der alte Dessauer; 1889, премьера в Висбадене) — на сюжет о полководце Леопольде Ангальт-Дессауском, «Барбарина» (нем. Die Barbarina; 1904, премьера в Висбадене) — о танцовщице и королевской фаворитке Барбаре Кампанини, «Вальхалла в нужде» (нем. Walhall in Not; 1905, премьера в Бремене) и «Судья из Кашау» (нем. Der Richter von Kaschau; 1916, премьера в Дармштадте) — по одноимённому рассказу Мора Йокаи. Кроме того, Найтцелю принадлежит фантазия для скрипки с оркестром «Жизнь есть сон» (нем. Das Leben ein Traum), многочисленные песни.
Многолетним трудом Найтцеля стал трёхтомник «Путеводитель по немецкой опере» (нем. Der Führer durch die Deutsche Oper), второй том полностью посвящён Рихарду Вагнеру. Ему также принадлежат популярные книги о симфониях Бетховена (1891) и о Камиле Сен-Сансе (1899). Опубликовал книгу воспоминаний «Из моего музыкантского портфеля» (нем. Aus meiner Musikantenmappe; 1914).